# Tizac-de-Curton
Tizac-de-Curton is een gemeente in het Franse departement Gironde (regio Nouvelle-Aquitaine) en telt 297 inwoners (1999). De plaats maakt deel uit van het arrondissement Libourne.

## Geografie
De oppervlakte van Tizac-de-Curton bedraagt 4,0 km², de bevolkingsdichtheid is 74,3 inwoners per km².
De onderstaande kaart toont de ligging van Tizac-de-Curton met de belangrijkste infrastructuur en aangrenzende gemeenten.

## Demografie
Onderstaande figuur toont het verloop van het inwonertal (bron: INSEE-tellingen).